# Visual InterDev
Visual InterDev war eine Entwicklungsumgebung von Microsoft zum Entwickeln dynamischer Webseiten in der Sprache Active Server Pages (ASP).
Das Programm war Bestandteil der Visual-Studio-Reihe und enthielt eine WYSIWYG-Darstellung der Webseite mit Anbindung an eine Datenbank (z. B. Microsoft SQL Server) über ODBC oder OLE DB sowie ein Debugger zum interaktiven Debuggen von Webseiten (Voraussetzung ist ein installierter Internet Information Server auf dem Entwicklungssystem). Optional war eine Verknüpfung mit anderen Bestandteilen von Visual Studio wie etwa Visual SourceSafe.
Visual InterDev erschien in zwei Versionen: Version 1.0 war Bestandteil von Visual Studio 97, Version 6.0 erschien mit Visual Studio 6.0. Das Programm wird nicht mehr weiterentwickelt.